# Natal Fashion Week
O Natal Fashion Week (NFW) é o maior e principal evento de moda do Rio Grande do Norte, realizado desde 2005.
O NFW é realizado todos os anos em duas edições: primavera/verão e outono/inverno. Atualmente é realizado no Centro de Convenções de Natal na capital do estado.